# Liga Światowa w Piłce Siatkowej 2010 (grupa E)
Do rywalizacji w turnieju finałowym Ligi światowej siatkarzy przystąpiło 6 reprezentacji. W grupie E znalazły się następujące drużyny:
- Argentyna (gospodarz)
- Brazylia
- Serbia (najlepsza druga pozycja)

Mecze w grupie E rozegrane zostały pomiędzy 21 a 23 lipca.

## Tabela
| Lp. | Drużyna   | Pkt | Mecze | Mecze   | Mecze   | Małe punkty | Małe punkty | Małe punkty | Sety | Sety | Sety  |
| Lp. | Drużyna   | Pkt | M     | W (3:2) | P (2:3) | zdob.       | str.        | ratio       | wyg. | prz. | ratio |
| --- | --------- | --- | ----- | ------- | ------- | ----------- | ----------- | ----------- | ---- | ---- | ----- |
| 1   | Brazylia  | 4   | 2     | 2 (2)   | 0 (0)   | 212         | 203         | 1.044       | 6    | 4    | 1.500 |
| 2   | Serbia    | 4   | 2     | 1 (0)   | 1 (1)   | 184         | 168         | 1.095       | 5    | 3    | 1.667 |
| 3   | Argentyna | 1   | 2     | 0 (0)   | 2 (1)   | 165         | 185         | 0.892       | 2    | 5    | 0.400 |

Źródło: [ ]
Punktacja: 3:0 i 3:1 – 3 pkt; 3:2 – 2 pkt; 2:3 – 1 pkt; 1:3 i 0:3 – 0 pkt
Zasady ustalania kolejności: 1. liczba punktów; 2. liczba zwycięstw; 3. stosunek małych punktów; 4. stosunek setów

## Mecze
| 21 lipca 2010 | Brazylia                                 | 3:2 (25:17, 23:25, 25:20, 19:25, 15:10) | Argentyna              | Orfeo Superdomo, Cordoba                       |  |
| 21:10         | Murilo Endres 20 pkt Dante Amaral 20 pkt |                                         | Rodrigo Quiroga 22 pkt | Widzów: 9 200 Sędziowie: U. Sukullu i B. Hobor |  |

| 22 lipca 2010 | Serbia               | 2:3 (25:21, 22:25, 25:18, 20:25, 14:16) | Brazylia                | Orfeo Superdomo, Cordoba                     |  |
| 21:10         | Saša Starović 16 pkt |                                         | Leandro Vissotto 20 pkt | Widzów: 6 500 Sędziowie: K. Kim i F. Loderus |  |

| 23 lipca 2010 | Argentyna                                    | 0:3 (19:25, 18:25, 26:28) | Serbia               | Orfeo Superdomo, Cordoba                   |  |
| 21:10         | Facundo Conte 10 pkt Federico Pereyra 10 pkt |                           | Saša Starović 15 pkt | Widzów: 9 700 Sędziowie: B. Hobor i K. Kim |  |

## Brazylia - Argentyna
Środa, 21 lipca 2010

21:10 (UTC-3) - Orfeo Superdomo, Cordoba - Widzów: 9 200
| Brazylia                                 | 3:2 (25:17, 23:25, 25:20, 19:25, 15:10) | Argentyna              |
| Murilo Endres 20 pkt Dante Amaral 20 pkt | raport                                  | Rodrigo Quiroga 22 pkt |

|                             |    |                     |        |
|                             |    |                     |        |
| R                           | 1  | Bruno Rezende       | 1 pkt  |
| A                           | 6  | Leandro Vissotto    | 15 pkt |
| P                           | 8  | Murilo Endres       | 20 pkt |
| Ś                           | 14 | Rodrigão            | 8 pkt  |
| Ś                           | 16 | Lucas Saatkamp      | 11 pkt |
| P                           | 18 | Dante Amaral        | 20 pkt |
| L                           | 19 | Mario da Silva Jr.  |        |
| Zmiany:                     |    |                     |        |
| Ś                           | 5  | Sidão               |        |
| P                           | 7  | Giba                |        |
| A                           | 9  | Theo                | 4 pkt  |
| P                           | 11 | Thiago Soares Alves |        |
| R                           | 17 | Marlon Muraguti     |        |
| Trener:                     |    |                     |        |
| Bernardo Rezende (Brazylia) |    |                     |        |

| Wyjściowe ustawienia drużyn w 1. secie                                                                            |
| --- |
| \| Lukas Vissotto Dante Rodrigão Bruno Murilo Mario Ocampo Arroyo Scholtis Quiroga Spajic De Cecco Gonzalez A. \| |
| |
| Lukas Vissotto Dante Rodrigão Bruno Murilo Mario Ocampo Arroyo Scholtis Quiroga Spajic De Cecco Gonzalez A.       |

| Lukas Vissotto Dante Rodrigão Bruno Murilo Mario Ocampo Arroyo Scholtis Quiroga Spajic De Cecco Gonzalez A. |

| Wyjściowe ustawienia drużyn w 2. secie                                                                           |
| --- |
| \| Vissotto Dante Rodrigão Bruno Murilo Lukas Mario De Cecco Ocampo Arroyo Pereyra Quiroga Spajic Gonzalez A. \| |
| |
| Vissotto Dante Rodrigão Bruno Murilo Lukas Mario De Cecco Ocampo Arroyo Pereyra Quiroga Spajic Gonzalez A.       |

| Vissotto Dante Rodrigão Bruno Murilo Lukas Mario De Cecco Ocampo Arroyo Pereyra Quiroga Spajic Gonzalez A. |

| Wyjściowe ustawienia drużyn w 3. secie                                                                           |
| --- |
| \| Murilo Lukas Vissotto Dante Rodrigão Bruno Mario De Cecco Ocampo Arroyo Pereyra Quiroga Spajic Gonzalez A. \| |
| |
| Murilo Lukas Vissotto Dante Rodrigão Bruno Mario De Cecco Ocampo Arroyo Pereyra Quiroga Spajic Gonzalez A.       |

| Murilo Lukas Vissotto Dante Rodrigão Bruno Mario De Cecco Ocampo Arroyo Pereyra Quiroga Spajic Gonzalez A. |

| Wyjściowe ustawienia drużyn w 4. secie                                                                          |
| --- |
| \| Rodrigão Bruno Murilo Lukas Vissotto Dante Mario Conte Arroyo Pereyra Quiroga Spajic De Cecco Gonzalez A. \| |
| |
| Rodrigão Bruno Murilo Lukas Vissotto Dante Mario Conte Arroyo Pereyra Quiroga Spajic De Cecco Gonzalez A.       |

| Rodrigão Bruno Murilo Lukas Vissotto Dante Mario Conte Arroyo Pereyra Quiroga Spajic De Cecco Gonzalez A. |

| Wyjściowe ustawienia drużyn w 5. secie                                                                          |
| --- |
| \| Rodrigão Bruno Murilo Lukas Vissotto Dante Mario Conte Arroyo Pereyra Quiroga Spajic De Cecco Gonzalez A. \| |
| |
| Rodrigão Bruno Murilo Lukas Vissotto Dante Mario Conte Arroyo Pereyra Quiroga Spajic De Cecco Gonzalez A.       |

| Rodrigão Bruno Murilo Lukas Vissotto Dante Mario Conte Arroyo Pereyra Quiroga Spajic De Cecco Gonzalez A. |

|                          |    |                     |        |
|                          |    |                     |        |
| Ś                        | 1  | Gabriel Arroyo      | 6 pkt  |
| P                        | 4  | Lucas Ocampo        | 5 pkt  |
| A                        | 6  | Gustavo Scholtis    |        |
| P                        | 9  | Rodrigo Quiroga     | 22 pkt |
| Ś                        | 10 | Alejandro Spajić    | 7 pkt  |
| R                        | 15 | Luciano De Cecco    | 4 pkt  |
| L                        | 16 | Alexis Gonzalez     |        |
| Zmiany:                  |    |                     |        |
| Ś                        | 3  | Martín Blanco Costa |        |
| R                        | 5  | Nicolás Uriarte     |        |
| P                        | 7  | Facundo Conte       | 5 pkt  |
| A                        | 12 | Federico Pereyra    | 20 pkt |
| P                        | 14 | Guillermo Garcia    | 1 pkt  |
| Trener:                  |    |                     |        |
| Javier Weber (Argentyna) |    |                     |        |

|                             |    |                     |        |
|                             |    |                     |        |
| R                           | 1  | Bruno Rezende       | 1 pkt  |
| A                           | 6  | Leandro Vissotto    | 15 pkt |
| P                           | 8  | Murilo Endres       | 20 pkt |
| Ś                           | 14 | Rodrigão            | 8 pkt  |
| Ś                           | 16 | Lucas Saatkamp      | 11 pkt |
| P                           | 18 | Dante Amaral        | 20 pkt |
| L                           | 19 | Mario da Silva Jr.  |        |
| Zmiany:                     |    |                     |        |
| Ś                           | 5  | Sidão               |        |
| P                           | 7  | Giba                |        |
| A                           | 9  | Theo                | 4 pkt  |
| P                           | 11 | Thiago Soares Alves |        |
| R                           | 17 | Marlon Muraguti     |        |
| Trener:                     |    |                     |        |
| Bernardo Rezende (Brazylia) |    |                     |        |

| Wyjściowe ustawienia drużyn w 1. secie                                                                            |
| --- |
| \| Lukas Vissotto Dante Rodrigão Bruno Murilo Mario Ocampo Arroyo Scholtis Quiroga Spajic De Cecco Gonzalez A. \| |
| |
| Lukas Vissotto Dante Rodrigão Bruno Murilo Mario Ocampo Arroyo Scholtis Quiroga Spajic De Cecco Gonzalez A.       |

| Lukas Vissotto Dante Rodrigão Bruno Murilo Mario Ocampo Arroyo Scholtis Quiroga Spajic De Cecco Gonzalez A. |

| Wyjściowe ustawienia drużyn w 2. secie                                                                           |
| --- |
| \| Vissotto Dante Rodrigão Bruno Murilo Lukas Mario De Cecco Ocampo Arroyo Pereyra Quiroga Spajic Gonzalez A. \| |
| |
| Vissotto Dante Rodrigão Bruno Murilo Lukas Mario De Cecco Ocampo Arroyo Pereyra Quiroga Spajic Gonzalez A.       |

| Vissotto Dante Rodrigão Bruno Murilo Lukas Mario De Cecco Ocampo Arroyo Pereyra Quiroga Spajic Gonzalez A. |

| Wyjściowe ustawienia drużyn w 3. secie                                                                           |
| --- |
| \| Murilo Lukas Vissotto Dante Rodrigão Bruno Mario De Cecco Ocampo Arroyo Pereyra Quiroga Spajic Gonzalez A. \| |
| |
| Murilo Lukas Vissotto Dante Rodrigão Bruno Mario De Cecco Ocampo Arroyo Pereyra Quiroga Spajic Gonzalez A.       |

| Murilo Lukas Vissotto Dante Rodrigão Bruno Mario De Cecco Ocampo Arroyo Pereyra Quiroga Spajic Gonzalez A. |

| Wyjściowe ustawienia drużyn w 4. secie                                                                          |
| --- |
| \| Rodrigão Bruno Murilo Lukas Vissotto Dante Mario Conte Arroyo Pereyra Quiroga Spajic De Cecco Gonzalez A. \| |
| |
| Rodrigão Bruno Murilo Lukas Vissotto Dante Mario Conte Arroyo Pereyra Quiroga Spajic De Cecco Gonzalez A.       |

| Rodrigão Bruno Murilo Lukas Vissotto Dante Mario Conte Arroyo Pereyra Quiroga Spajic De Cecco Gonzalez A. |

| Wyjściowe ustawienia drużyn w 5. secie                                                                          |
| --- |
| \| Rodrigão Bruno Murilo Lukas Vissotto Dante Mario Conte Arroyo Pereyra Quiroga Spajic De Cecco Gonzalez A. \| |
| |
| Rodrigão Bruno Murilo Lukas Vissotto Dante Mario Conte Arroyo Pereyra Quiroga Spajic De Cecco Gonzalez A.       |

| Rodrigão Bruno Murilo Lukas Vissotto Dante Mario Conte Arroyo Pereyra Quiroga Spajic De Cecco Gonzalez A. |

|                          |    |                     |        |
|                          |    |                     |        |
| Ś                        | 1  | Gabriel Arroyo      | 6 pkt  |
| P                        | 4  | Lucas Ocampo        | 5 pkt  |
| A                        | 6  | Gustavo Scholtis    |        |
| P                        | 9  | Rodrigo Quiroga     | 22 pkt |
| Ś                        | 10 | Alejandro Spajić    | 7 pkt  |
| R                        | 15 | Luciano De Cecco    | 4 pkt  |
| L                        | 16 | Alexis Gonzalez     |        |
| Zmiany:                  |    |                     |        |
| Ś                        | 3  | Martín Blanco Costa |        |
| R                        | 5  | Nicolás Uriarte     |        |
| P                        | 7  | Facundo Conte       | 5 pkt  |
| A                        | 12 | Federico Pereyra    | 20 pkt |
| P                        | 14 | Guillermo Garcia    | 1 pkt  |
| Trener:                  |    |                     |        |
| Javier Weber (Argentyna) |    |                     |        |

- I sędzia: U. Sukullu (Turcja)
- II sędzia: B. Habor (Węgry)
- Czas trwania meczu: 132 min

| Brazylia | Statystyki        | Argentyna |
| 3        | SETY              | 2         |
| 107      | MAŁE PUNKTY       | 97        |
| 61       | ATAK              | 60        |
| 11       | BLOK              | 8         |
| 7        | SERWIS            | 2         |
| 28       | BŁĘDY PRZECIWNIKA | 27        |

## Serbia - Brazylia
Czwartek, 22 lipca 2010

21:10 (UTC-3) - Orfeo Superdomo, Cordoba - Widzów: 6 500
| Serbia               | 2:3 (25:21, 22:25, 25:18, 20:25, 14:16) | Brazylia                |
| Saša Starović 16 pkt | raport                                  | Leandro Vissotto 20 pkt |

|                         |    |                   |        |
|                         |    |                   |        |
| P                       | 4  | Bojan Janić       | 14 pkt |
| R                       | 5  | Vlado Petković    | 4 pkt  |
| Ś                       | 7  | Dragan Stanković  | 12 pkt |
| P                       | 10 | Miloš Nikić       | 14 pkt |
| A                       | 15 | Saša Starović     | 16 pkt |
| Ś                       | 18 | Marko Podraščanin | 15 pkt |
| L                       | 19 | Nikola Rosić      |        |
| Zmiany:                 |    |                   |        |
| P                       | 1  | Nikola Kovačević  |        |
| P                       | 6  | Miloš Terzić      | 1 pkt  |
| R                       | 11 | Mihajlo Mitić     |        |
| A                       | 13 | Tomislav Dokić    |        |
| Ś                       | 17 | Borislav Petrović |        |
| Trener:                 |    |                   |        |
| Igor Kolaković (Serbia) |    |                   |        |

| Wyjściowe ustawienia drużyn w 1. secie                                                                           |
| --- |
| \| Janić Stanković Starović Nikić Podraščanin Petković Rosić Bruno Murilo Lukas Vissotto Dante Rodrigão Mario \| |
| |
| Janić Stanković Starović Nikić Podraščanin Petković Rosić Bruno Murilo Lukas Vissotto Dante Rodrigão Mario       |

| Janić Stanković Starović Nikić Podraščanin Petković Rosić Bruno Murilo Lukas Vissotto Dante Rodrigão Mario |

| Wyjściowe ustawienia drużyn w 2. secie                                                                          |
| --- |
| \| Janić Stanković Starović Nikić Podraščanin Petković Rosić Murilo Sidão Vissotto Giba Rodrigão Bruno Mario \| |
| |
| Janić Stanković Starović Nikić Podraščanin Petković Rosić Murilo Sidão Vissotto Giba Rodrigão Bruno Mario       |

| Janić Stanković Starović Nikić Podraščanin Petković Rosić Murilo Sidão Vissotto Giba Rodrigão Bruno Mario |

| Wyjściowe ustawienia drużyn w 3. secie                                                                           |
| --- |
| \| Janić Stanković Starović Nikić Podraščanin Petković Rosić Marlon Murilo Sidão Vissotto Giba Rodrigão Mario \| |
| |
| Janić Stanković Starović Nikić Podraščanin Petković Rosić Marlon Murilo Sidão Vissotto Giba Rodrigão Mario       |

| Janić Stanković Starović Nikić Podraščanin Petković Rosić Marlon Murilo Sidão Vissotto Giba Rodrigão Mario |

| Wyjściowe ustawienia drużyn w 4. secie                                                                           |
| --- |
| \| Janić Stanković Starović Nikić Podraščanin Petković Rosić Murilo Sidão Vissotto Giba Rodrigão Marlon Mario \| |
| |
| Janić Stanković Starović Nikić Podraščanin Petković Rosić Murilo Sidão Vissotto Giba Rodrigão Marlon Mario       |

| Janić Stanković Starović Nikić Podraščanin Petković Rosić Murilo Sidão Vissotto Giba Rodrigão Marlon Mario |

| Wyjściowe ustawienia drużyn w 5. secie                                                                            |
| --- |
| \| Janić Stanković Starović Nikić Podraščanin Petković Rosić Marlon Murilo Sidão Vissotto Dante Rodrigão Mario \| |
| |
| Janić Stanković Starović Nikić Podraščanin Petković Rosić Marlon Murilo Sidão Vissotto Dante Rodrigão Mario       |

| Janić Stanković Starović Nikić Podraščanin Petković Rosić Marlon Murilo Sidão Vissotto Dante Rodrigão Mario |

|                             |    |                     |        |
|                             |    |                     |        |
| R                           | 1  | Bruno Rezende       |        |
| A                           | 6  | Leandro Vissotto    | 20 pkt |
| P                           | 8  | Murilo Endres       | 13 pkt |
| Ś                           | 14 | Rodrigão            | 6 pkt  |
| Ś                           | 16 | Lucas Saatkamp      | 1 pkt  |
| P                           | 18 | Dante Amaral        | 7 pkt  |
| L                           | 19 | Mario da Silva Jr.  |        |
| Zmiany:                     |    |                     |        |
| Ś                           | 5  | Sidão               | 14 pkt |
| P                           | 7  | Giba                | 8 pkt  |
| A                           | 9  | Theo                | 2 pkt  |
| P                           | 11 | Thiago Soares Alves |        |
| R                           | 17 | Marlon Muraguti     | 1 pkt  |
| Trener:                     |    |                     |        |
| Bernardo Rezende (Brazylia) |    |                     |        |

|                         |    |                   |        |
|                         |    |                   |        |
| P                       | 4  | Bojan Janić       | 14 pkt |
| R                       | 5  | Vlado Petković    | 4 pkt  |
| Ś                       | 7  | Dragan Stanković  | 12 pkt |
| P                       | 10 | Miloš Nikić       | 14 pkt |
| A                       | 15 | Saša Starović     | 16 pkt |
| Ś                       | 18 | Marko Podraščanin | 15 pkt |
| L                       | 19 | Nikola Rosić      |        |
| Zmiany:                 |    |                   |        |
| P                       | 1  | Nikola Kovačević  |        |
| P                       | 6  | Miloš Terzić      | 1 pkt  |
| R                       | 11 | Mihajlo Mitić     |        |
| A                       | 13 | Tomislav Dokić    |        |
| Ś                       | 17 | Borislav Petrović |        |
| Trener:                 |    |                   |        |
| Igor Kolaković (Serbia) |    |                   |        |

| Wyjściowe ustawienia drużyn w 1. secie                                                                           |
| --- |
| \| Janić Stanković Starović Nikić Podraščanin Petković Rosić Bruno Murilo Lukas Vissotto Dante Rodrigão Mario \| |
| |
| Janić Stanković Starović Nikić Podraščanin Petković Rosić Bruno Murilo Lukas Vissotto Dante Rodrigão Mario       |

| Janić Stanković Starović Nikić Podraščanin Petković Rosić Bruno Murilo Lukas Vissotto Dante Rodrigão Mario |

| Wyjściowe ustawienia drużyn w 2. secie                                                                          |
| --- |
| \| Janić Stanković Starović Nikić Podraščanin Petković Rosić Murilo Sidão Vissotto Giba Rodrigão Bruno Mario \| |
| |
| Janić Stanković Starović Nikić Podraščanin Petković Rosić Murilo Sidão Vissotto Giba Rodrigão Bruno Mario       |

| Janić Stanković Starović Nikić Podraščanin Petković Rosić Murilo Sidão Vissotto Giba Rodrigão Bruno Mario |

| Wyjściowe ustawienia drużyn w 3. secie                                                                           |
| --- |
| \| Janić Stanković Starović Nikić Podraščanin Petković Rosić Marlon Murilo Sidão Vissotto Giba Rodrigão Mario \| |
| |
| Janić Stanković Starović Nikić Podraščanin Petković Rosić Marlon Murilo Sidão Vissotto Giba Rodrigão Mario       |

| Janić Stanković Starović Nikić Podraščanin Petković Rosić Marlon Murilo Sidão Vissotto Giba Rodrigão Mario |

| Wyjściowe ustawienia drużyn w 4. secie                                                                           |
| --- |
| \| Janić Stanković Starović Nikić Podraščanin Petković Rosić Murilo Sidão Vissotto Giba Rodrigão Marlon Mario \| |
| |
| Janić Stanković Starović Nikić Podraščanin Petković Rosić Murilo Sidão Vissotto Giba Rodrigão Marlon Mario       |

| Janić Stanković Starović Nikić Podraščanin Petković Rosić Murilo Sidão Vissotto Giba Rodrigão Marlon Mario |

| Wyjściowe ustawienia drużyn w 5. secie                                                                            |
| --- |
| \| Janić Stanković Starović Nikić Podraščanin Petković Rosić Marlon Murilo Sidão Vissotto Dante Rodrigão Mario \| |
| |
| Janić Stanković Starović Nikić Podraščanin Petković Rosić Marlon Murilo Sidão Vissotto Dante Rodrigão Mario       |

| Janić Stanković Starović Nikić Podraščanin Petković Rosić Marlon Murilo Sidão Vissotto Dante Rodrigão Mario |

|                             |    |                     |        |
|                             |    |                     |        |
| R                           | 1  | Bruno Rezende       |        |
| A                           | 6  | Leandro Vissotto    | 20 pkt |
| P                           | 8  | Murilo Endres       | 13 pkt |
| Ś                           | 14 | Rodrigão            | 6 pkt  |
| Ś                           | 16 | Lucas Saatkamp      | 1 pkt  |
| P                           | 18 | Dante Amaral        | 7 pkt  |
| L                           | 19 | Mario da Silva Jr.  |        |
| Zmiany:                     |    |                     |        |
| Ś                           | 5  | Sidão               | 14 pkt |
| P                           | 7  | Giba                | 8 pkt  |
| A                           | 9  | Theo                | 2 pkt  |
| P                           | 11 | Thiago Soares Alves |        |
| R                           | 17 | Marlon Muraguti     | 1 pkt  |
| Trener:                     |    |                     |        |
| Bernardo Rezende (Brazylia) |    |                     |        |

- I sędzia: K. Kim (Korea Południowa)
- II sędzia: F. Loderus (Holandia)
- Czas trwania meczu: 132 min

| Serbia | Statystyki        | Brazylia |
| 2      | SETY              | 3        |
| 106    | MAŁE PUNKTY       | 105      |
| 62     | ATAK              | 58       |
| 13     | BLOK              | 9        |
| 1      | SERWIS            | 5        |
| 30     | BŁĘDY PRZECIWNIKA | 33       |

## Argentyna - Serbia
Piątek, 23 lipca 2010

| Argentyna | -:- ( ) | Serbia |
|           |         |        |

|         |  |  |  |
|         |  |  |  |
|         |  |  |  |
|         |  |  |  |
|         |  |  |  |
|         |  |  |  |
|         |  |  |  |
|         |  |  |  |
|         |  |  |  |
| Zmiany: |  |  |  |
|         |  |  |  |
| Trener: |  |  |  |
|         |  |  |  |

| Wyjściowe ustawienia drużyn w 1. secie |
| -------------------------------------- |
| \| \|                                  |
|                                        |
|                                        |

|  |

| Wyjściowe ustawienia drużyn w 2. secie |
| -------------------------------------- |
| \| \|                                  |
|                                        |
|                                        |

|  |

| Wyjściowe ustawienia drużyn w 3. secie |
| -------------------------------------- |
| \| \|                                  |
|                                        |
|                                        |

|  |

|         |  |  |  |
|         |  |  |  |
|         |  |  |  |
|         |  |  |  |
|         |  |  |  |
|         |  |  |  |
|         |  |  |  |
|         |  |  |  |
|         |  |  |  |
| Zmiany: |  |  |  |
|         |  |  |  |
|         |  |  |  |
|         |  |  |  |
|         |  |  |  |
| Trener: |  |  |  |
|         |  |  |  |

- I sędzia:
- II sędzia:
- Czas trwania meczu:

| Argentyna | Statystyki        | Serbia |
|           | SETY              |        |
|           | MAŁE PUNKTY       |        |
|           | ATAK              |        |
|           | BLOK              |        |
|           | SERWIS            |        |
|           | BŁĘDY PRZECIWNIKA |        |